# 1265년

## 연호
- 남송(南宋) 함순(咸淳) 원년
- 몽골 지원(至元) 2년
- 일본(日本) 분에이(文永) 2년
- 쩐 왕조(陳朝) 티에우롱(紹隆) 8년

## 기년
- 남송(南宋) 도종(度宗) 원년
- 고려(高麗) 원종(元宗) 6년
- 몽골 쿠빌라이 칸 6년
- 쩐 왕조(陳朝) 성종(聖宗) 8년

## 탄생
- 5월 10일- 제92대 일본의 천황 후시미 천황. (~1317년)

### 미상
- 이탈리아의 작가 단테 알리기에리. (~1321년)